# Spinozorilispe fusca
Spinozorilispe fusca är en skalbaggsart som beskrevs av Stefan von Breuning 1963. Spinozorilispe fusca ingår i släktet Spinozorilispe och familjen långhorningar. Inga underarter finns listade i Catalogue of Life.